# Scooby-Doo on Zombie Island
Scooby-Doo on Zombie Island, no Brasil, Scooby-Doo na Ilha dos Zumbis, é um filme americano de animação lançado em 1998 para home video, baseado na franquia Scooby-doo. No filme, Salsicha, Scooby, Fred, Velma e Daphne se reúnem após uma separação de um ano da Mistério S.A. para investigar uma ilha na Luisiana supostamente assombrada pelo fantasma de um pirata. O filme foi dirigido por Jim Stenstrum, com o roteiro sendo feito por Glenn Leopold.
A popularidade de Scooby-Doo cresceu na década de 1990 devido às reprises no Cartoon Network. A empresa-mãe do canal, a Time Warner, sugeriu lançar um filme diretamente para mídia doméstica. A equipe da Hanna-Barbera era formada por muitos artistas e escritores veteranos. Muitos dos dubladores originais da série foram reformulados para o filme, embora Frank Welker tenha voltado a dublar Fred Jones. Foi também o primeiro de quatro filmes de mídia doméstica de Scooby-Doo a ser animado no exterior pelo estúdio de animação japonês Mook Animation. A trilha sonora tem músicas das bandas de rock Third Eye Blind e Skycycle.
O filme contém um tom mais sombrio do que a maioria das produções de Scooby-Doo, e é notável por conter criaturas sobrenaturais reais em vez de pessoas fantasiadas. O filme foi lançado em 22 de setembro de 1998 e recebeu críticas positivas da crítica, que elogiou sua animação e história. O filme também é notável por ser a primeira produção da franquia a apresentar o grupo completo (sem Scooby-Loo) desde o episódio A Halloween Hassle in Dracula’s Castle em The New Scooby and Scrappy-Doo Show, que estreou na ABC em 27 de outubro de 1984. O filme foi auxiliado por uma campanha promocional de US$ 50 milhões e acordos de patrocínio com várias empresas. As vendas do filme em VHS foram altas, e se tornou o primeiro de uma longa série de filmes Scooby-Doo lançados em mídia doméstica.
Duas décadas após o lançamento do filme, a Warner Bros Animation desenvolveu uma sequência, Return to Zombie Island, lançada em 2019.

## Enredo
Os membros da Mistério S.A. se separam, entediados pois os monstros que capturam sempre são pessoas fantasiadas. Daphne Blake, junto com Fred Jones, começa a dirigir uma série de televisão de sucesso. Ela está determinada a encontrar um fantasma real ao invés de um falso. Fred chama Velma (então trabalhando como vendedora de livros), Salsicha e Scooby (vindos de um trabalho como alfandegários) para comemorar o aniversário de Daphne e embarcar em uma viagem pelos Estados Unidos em busca de locais mal-assombrados para seu novo programa.
Depois de encontrarem muitos monstros falsos, o grupo chega a Nova Orleans, na Louisiana. Eles são convidados por uma jovem chamada Lena para visitar seu local de trabalho na Ilha Moonscar, uma ilha supostamente assombrada pelo fantasma do pirata Morgan Moonscar. Velma então pesquisa sobre a ilha e conta aos amigos que a alguns anos ocorrem vários desaparecimentos no lugar. Embora estejam céticos, eles decidem ir com Lena. Depois de uma viagem de carro, eles chegam até o rio e conhecem o navegador Jacques que conduz o grupo pelo restante do percurso. Durante a viagem de barco, Scooby e Salsicha acabam caindo no rio e quase são devorados por jacarés, sendo salvos pelo nada amigável pescador Snakebite Scruggs e seu porco de caça Mojo. Apesar de salvar a dupla, o pescador fala que odeia turistas e os manda sair. Logo depois do incidente eles chegam a Ilha Moonscar e conhecem a patroa de Lena, Simone Lenoir, que mora numa mansão colonial em uma plantação de pimenta. Eles também conhecem o jardineiro de Simone, Beau. Após alguns incidentes sobrenaturais na cozinha da mansão, Simone mostra ao grupo um livro contendo um retrato de Morgan Moonscar, o pirata citado anteriormente por Lena. Logo depois, Salsicha e Scooby saem para uma refeição ao ar livre, porém Scooby começa a perseguir os gatos de Simone e Salsicha tenta alcançá-lo. Na perseguição os dois acabam caindo em um buraco. Ao tentarem escalar o buraco, Salsicha descobre um esqueleto que assume a forma de Morgan Moonscar ao se transformar num zumbi. Os dois ficam aterrorizados e conseguem sair do buraco correndo em direção a mansão e dando de cara com Beau que fica furioso e pergunta o que eles estavam fazendo ali. Nesse momento o restante do grupo aparece perguntando o que estava acontecendo e a dupla explica o que eles viram, fazendo com que Velma confronte Beau perguntando por que ele havia cavado um buraco tão grande o que faz com que o jardineiro fique revoltado e saia. Fred se mostra cético pelos eventos até então ocorridos e pergunta se eles já poderiam ir embora, porém Daphne recusa dizendo que o lugar fica mais interessante conforme os espíritos vão se manifestando. Simone diz que o barco não viaja a noite e os convida a ficarem na mansão. Um pouco mais tarde, Salsicha e Scooby vêem o fantasma de um coronel confederado aparecendo no espelho do quarto onde estavam e Simone revela ao grupo que durante a Guerra Civil haviam quartéis confederados na ilha. Durante o jantar, devido à aversão de Scooby aos gatos de Simone, ele e Salsicha vão jantar dentro da Máquina de Mistério, onde são incomodados por mais gatos e dirigem para o pântano para comerem em paz.
No pântano, um grupo de zumbis sai de dentro do rio e assusta Salsicha e Scooby fazendo os dois abandonarem a van e correrem pelo pântano a dentro. Na sala de jantar, o pessoal conversa sobre os eventos sobrenaturais que ocorrem na ilha com Fred se mostrando cético e Velma suspeitando de Beau, porém Daphne prefere acreditar que realmente existem fantasmas assombrando o lugar. Nesse momento, eles escutam gritos de Scooby e Salsicha e a turma sai para procurá-los. Ao caminharem pelo pântano, eles encontram Beau que mais cedo se deparou com os dois e acabou os assustando, dizendo também que não tinha visto nada, o que faz com que Velma e Fred reforcem suas suspeitas sobre ele. O grupo resolve se separar com Velma dizendo que irá junto com Beau para garantir que ele não suma. Daphne e Fred encontram a máquina do mistério abandonada juntamente com um zumbi nocauteado por Daphne o qual eles acham que é Beau fantasiado. Em seguida, Scooby e Salsicha também aparecem. Fred tenta tirar o que ele pensa ser uma máscara do zumbi e acaba arrancando sua cabeça, revelando que os zumbis são reais. Os zumbis aparecem de novo e os perseguem, o grupo se separa na confusão e Daphne tropeça, fazendo Fred derrubar sua câmera na areia movediça, perdendo as evidências para seu programa. Após despistarem os zumbis, Fred e Daphne se reencontram com Velma e Beau ao mesmo tempo que Salsicha e Scooby descobrem bonecos de cera que se parecem com seus amigos em uma caverna. Enquanto brincam com as figuras, eles involuntariamente fazem os colegas flutuarem e imitarem os movimentos dos bonecos mas eles largam os bonecos e fogem após perturbarem um ninho de morcegos.
O grupo principal escuta gritos de Lena vindos da mansão e voltam correndo. Ao chegarem, a mansão está silenciosa e as escuras, mas logo Lena aparece e diz que assim que o grupo saiu ela e Simone foram pra fora esperar por eles, mas os zumbis apareceram e arrastaram Simone por um túnel secreto que havia embaixo da escadaria da mansão. O grupo anda pelo túnel enquanto Velma percebe várias pegadas de sapatos no chão. O túnel os leva a uma câmara secreta para rituais de vodu, onde Velma confronta Lena sobre sua mentira: As pegadas no chão do túnel eram dos sapatos de Simone; ela havia caminhado para a câmara em vez de ser arrastada. Simone aparece e juntamente com Lena usam os bonecos de cera para subjugá-los. Depois Simone diz que uma cerimônia está para começar e em seguida ela e Lena se transformam em monstros, deixando o grupo chocado. Simone então conta que a duzentos anos ela e Lena faziam parte de um grupo de colonos que chegaram a Ilha e por lá se estabeleceram prestando culto ao deus Gato, até que Morgan Moonscar e sua tripulação invadiram a ilha e obrigaram os colonos a entrarem no rio, onde foram devorados por crocodilos enquanto Simone e Lena conseguiram se esconder. Elas oraram ao deus gato para punir Moonscar. Seu desejo foi atendido e elas foram transformadas em criaturas felinas. Elas mataram os piratas, mas permaneceram amaldiçoadas permanentemente. A cada lua cheia, elas atraem novas vítimas e drenam sua força-vital para preservar sua imortalidade. Tempos depois, Jacques se tornou seu barqueiro para trazer mais vítimas até a ilha, pois também queria a imortalidade. Após Simone contar sua história, Daphne conclui que os zumbis são na verdade suas vítimas anteriores (piratas, confederados, colonos e turistas) que despertam a cada lua cheia e tentam afugentar as pessoas da ilha para evitar que sofram o mesmo destino.
Salsicha e Scooby (que anteriormente se depararam com Jacques transformado em monstro) chegam com os zumbis e derrubam as vilãs interrompendo a cerimônia. O grupo se liberta, mas se vê cercado. No entanto, é tarde demais; o tempo da cerimônia já passou, sua imortalidade expira e Simone, Lena e Jacques se transformam em pó, permitindo que as almas dos zumbis finalmente descansem em paz. Beau se revela um policial disfarçado enviado para investigar os inúmeros desaparecimentos na ilha. Daphne convida Beau a dar um depoimento em seu programa, e todos eles deixam a ilha pela manhã.

## Elenco
- Scott Innes como Scooby-Doo
- Billy West como Salsicha Rogers / Pierre
- Mary Kay Bergman como Daphne Blake
- Frank Welker como Fred Jones / Gatos de Simone / Coruja / Zumbis
- Adrienne Barbeau como Simone Lenoir
- Tara Strong como Lena Dupree
- Cam Clarke como Detetive Beau Neville
- Jim Cummings como Jacques / Morgan Moonscar / Fazendeiro / Coronel Jackson T. Pettigrew
- Mark Hamill como Snakebite Scruggs / Gerente do aeroporto
- Jennifer Leigh Warren como Chris
- Ed Gilbert como Sr. Beeman

## Recepção
O filme recebeu críticas positivas dos críticos e possui uma classificação de 86% no Rotten Tomatoes. Donald Liebenson do Chicago Tribune descreveu o filme como "ambicioso" e o chamou de "uma piada nostálgica [que] ressuscita toda a pegada do desenho original."  Joe Neumaier do Entertainment Weekly elogiou o filme como 'rápido, divertido e cheio de piscadelas de entendimento, que honra a estrutura do programa original, mas em maior escala.'  Um artigo de 1998 do New York Times de Peter M. Nichols elogiou o filme como "bem feito". Lynne Heffley do Los Angeles Times chamou o filme de "mais divertido do que você esperava, apesar da familiar animação de sábado de manhã".
Avaliações posteriores do filme foram igualmente positivas. Michael Mallory, do Los Angeles Times, deu crédito a ele e a seus artigos subsequentes por "Levar os personagens a um tratamento mais moderno de ação e terror, brincando com uma qualidade de auto-spoofing".
Em 2011-12, o comediante britânico Stewart Lee dedicou uma extensa seção de seu show ao vivo, o Carpet Remnant World, aos 'cipós' em Scooby-Doo na Ilha dos Zumbis, comparando o que ele descreveu como o estado precário desses cipós com o regime neoliberal da primeira-ministra Margaret Thatcher.

## Sequência
Uma sequência direta, intitulada Scooby-Doo! Return to Zombie Island, estreou na Comic-Con de San Diego em 21 de julho de 2019, seguido por um lançamento digital em 3 de setembro de 2019 e um lançamento em DVD em 1 de Outubro de 2019.